# Амисан
Амиса́н (кор. 아미산, 峨嵋山) — гора высотой 630 метров в провинции Чхунчхон-Намдо Республики Корея. С ней связан древний корейский миф.

## Миф о горе Амисан
У подножия горы Амисан жила мать с двумя детьми-великанами, сыном и дочерью. Однажды сын и дочь устроили друг с другом состязание в силе и выносливости, проигравшего ожидала смерть. Задания были такими: брат должен был в тяжёлых башмаках на железной подошве пройти за день путь в 150 вёрст до столицы и обратно, а сестра — воздвигнуть каменную стену вокруг горы Амисан. К вечеру сестра построила вокруг горы стену, но не успела доделать ворота, а мать позвала её в дом поесть. Как раз в это время вернулся брат и увидев, что стена вокруг горы не закончена, решил, что он победил в состязании, выхватил меч и отрубил сестре голову. Но мать рассказала ему, что это она виновата в том, что его сестра не закончила стену. Тогда сын решил лучше погибнуть, чем жить бесчестным, и вонзил меч себе в грудь. Меч отлетел и ударившись о гребень горы Амисан, сделал на нём впадину, как у двугорбого верблюда.